# Schloss Valangin
Das Schloss Valangin ist ein Schloss im Val de Ruz in der Gemeinde Neuenburg im Kanton Neuenburg, Schweiz. Das Schloss ist als schützenswertes Objekt von nationaler Bedeutung im Bauinventar des Kantons Neuenburg verzeichnet.

## Geschichte

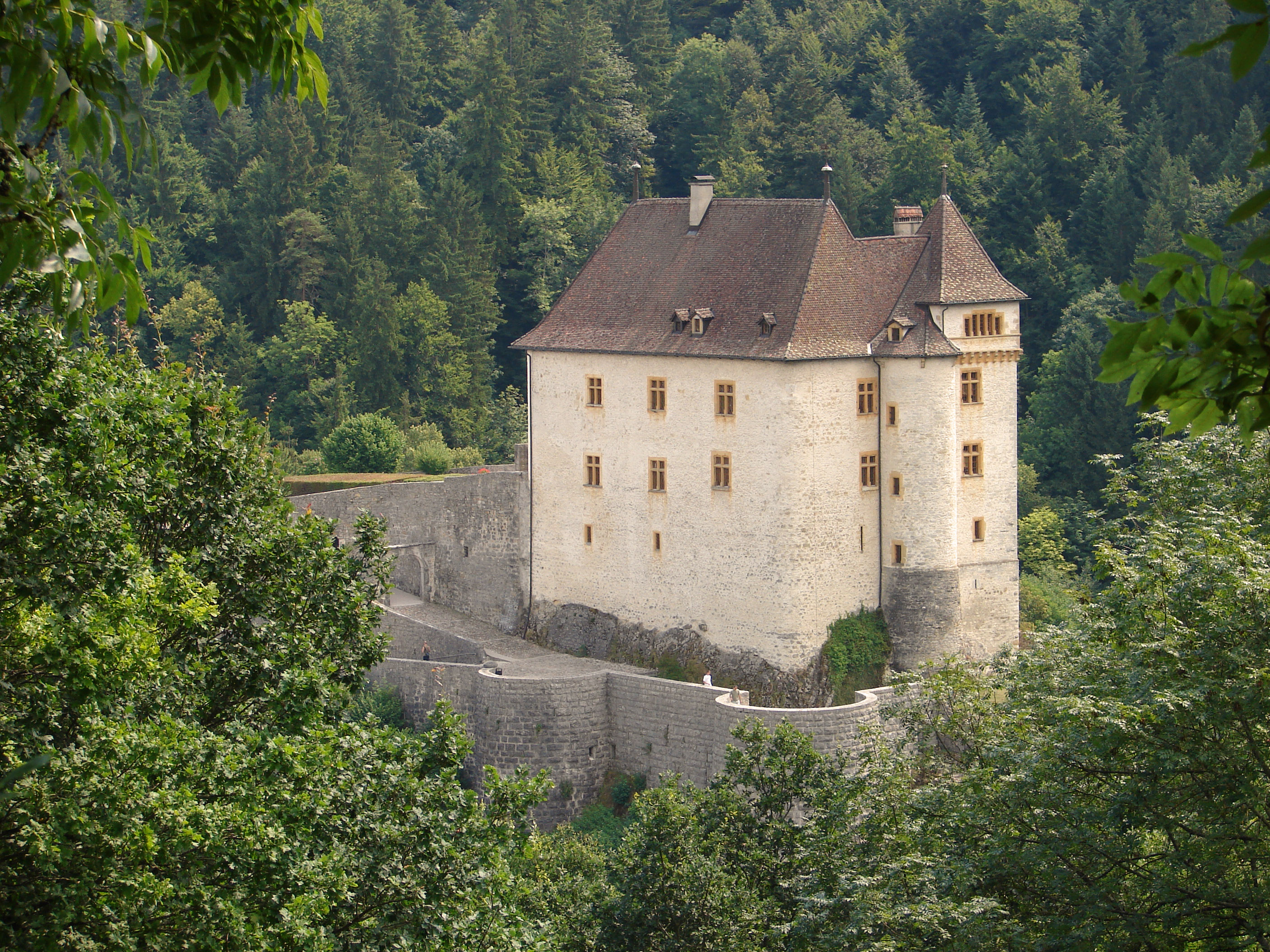
Schloss Valangin

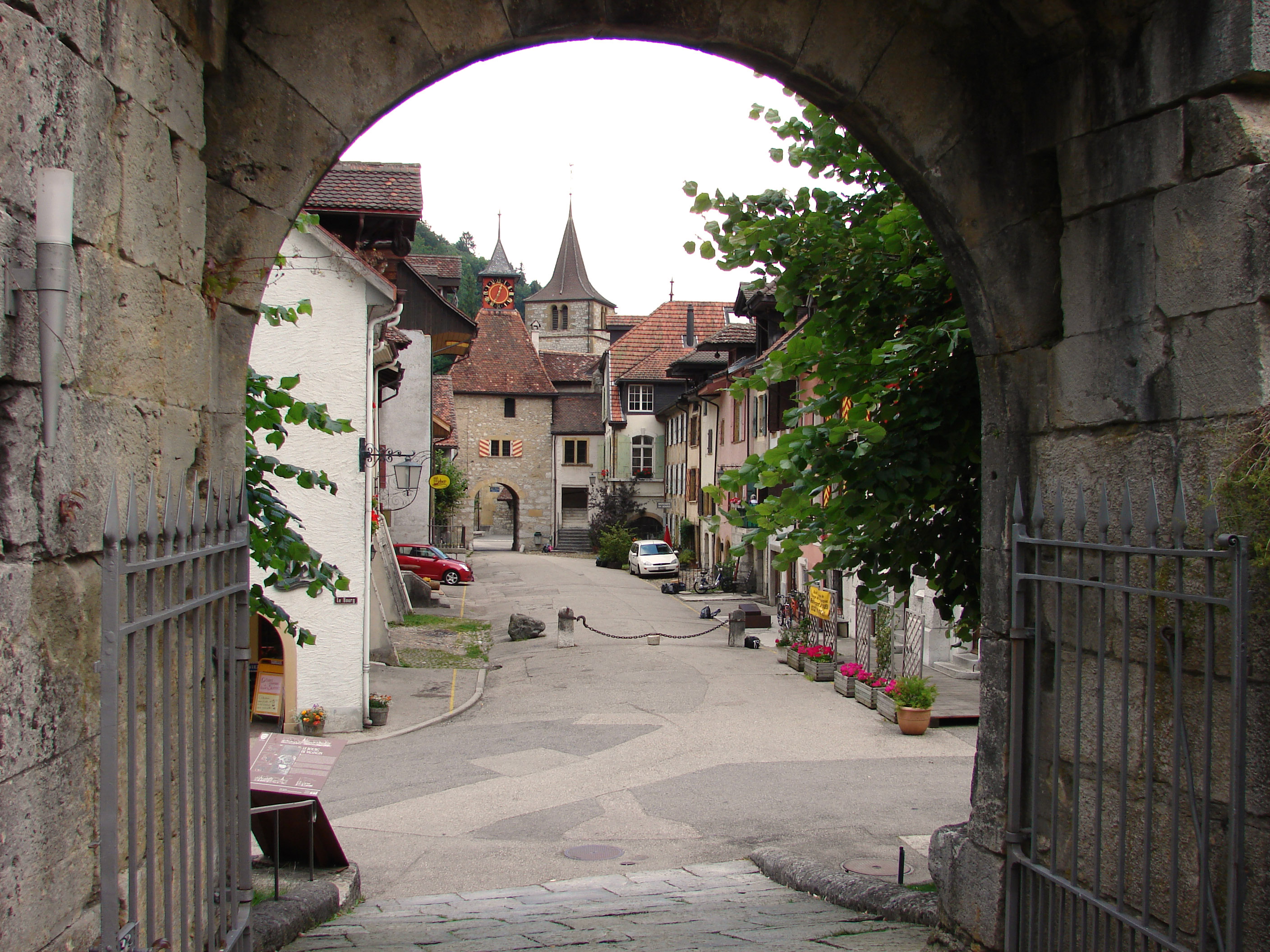
Burgtor zu Valangin

Erstmals wurde ein Herr Reinhold von Valangin mit seinem Sohn Wilhelm 1143 in einer Schenkungsurkunde der Prämonstratenserabtei Fontaine-André in Hauterive erwähnt. Um 1215 gelangte die Herrschaft durch Ulrich III. von Neuenburg an die Grafen von Aarberg, einem Zweig der Grafen von Neuenburg aus der Familie Fenis bei Vinelz. Sie hatten ihre Güter vor allem um den Bielersee und Aarberg. Seit sie auch Valangin besassen, nannten sie sich Grafen von Aarberg-Valangin. Als Landesherren begannen sie die Urbarmachung der Juratäler. Sie legten Siedlungen an und bauten Kirchen, um eine unabhängige Herrschaft über das Val de Ruz bis La Chaux-de-Fonds und Les Brenets zu bilden.
Um die Städte zu fördern und im eigenen wirtschaftlichen Interesse, gründeten sie einen Bürgerrat, der 35 Mitglieder umfasste. Der Bürgerstatus war nicht mehr den Einwohnern des Städtchens Valangin vorbehalten, sondern konnte auch von anderen Untertanen der Herrschaft und sogar von Angehörigen der Grafschaft Neuenburg erworben werden. Bei den Bürgerversammlungen, die alle drei Jahre stattfanden, berieten sie über die Angelegenheiten des Gemeinwesens; sie schlossen Burgrechtsverträge ab, so 1475 denjenigen mit Bern.
Um sich von einer Lehensabhängigkeit vom Haus Neuenburg zu lösen, traten sie in eine Vasallität mit ihren nördlichen Nachbarn, dem Bischof von Basel und dem Grafen von Mömpelgard in Montbéliard ein, was einem Verrat an den Neuenburgern gleichkam. Graf Rudolf IV. von Neuenburg, auch Rolin genannt, zog noch vor 1300 gegen die Grafen von Aarberg-Valangin ins Feld, um seine Ansprüche durchzusetzen. Es kam 1296 bei Coffrane im Val de Ruz zum entscheidenden Gefecht, das trotz der Waffenhilfe des Basler Bischofs mit einer Niederlage und der Gefangennahme von Johann und Dietrich von Aarberg-Valangin endete. Die beiden mussten für ihre Freilassung ein hohes Lösegeld zahlen, zwei Silberköpfe als Zeichen für ihr verwirktes Leben mussten sie spenden. Die Trophäen wurden bis zur Reformation in der Kollegiatkirche in Neuenburg aufbewahrt. Die zwei Brüder hielten sich jedoch nicht an die Abmachung und versuchten nach kurzer Erholungszeit erneut die neuenburgische Oberhoheit abzuschütteln. Darauf reagierte Rolin mit einem Feldzug ins Val de Ruz und zerstörte das von den von Valangin gegründete Städtchen Bonneville. Danach fügten sich die streitlustigen Herren von Valangin in ihre Abhängigkeit und wurden sogar die treuesten Gefolgsleute ihres Lehensherrn.
Die nachfolgenden Generationen betätigen sich an Kriegszügen in verschiedenen Diensten, meist mit den Eidgenossen oder auch bei Karl dem Kühnen. Nach dem Tod des letzten männlichen Vertreters im Haus Neuenburg hofften die von Valangin-Aarberg vergeblich, wieder in den Besitz der Stammburg in Neuenburg zu kommen. Dem Grafen von Freiburg, der über seine erbberechtigte Frau das Erbrecht übernahm, verweigerte Wilhelm von Aarberg-Valangin mit seinem Sohn Johann III. von Aarberg den Lehenseid wegen des vermeintlichen Unrechts. Johanns Herrschaft war geprägt von ständigen Streitereien mit seinen Untertanen um deren Freiheiten. Deren ihnen einst zugestandenen Freibriefe waren im Stift zu Neuenburg verbrannt und konnte wegen ihrer Aufteilung in elf Klassen von Untertanen mit unterschiedlichen Rechten und Pflichten schwer wiederhergestellt werden. Es kam zu langwierigen Streitigkeiten mit vielen Zeugeneinvernahmen und schiedsgerichtlichen Urteilen. Meist entschied das Forum Bern diese Streitfälle, meist zugunsten Johanns von Aarberg wegen seiner Unterstützung der Kriegszüge der Eidgenossen. Dieser bestätigte 1455 die Freiheiten für die Bürger von Valangin, und 1464 verlieh er neue Freiheitsrechte an die Einwohner der Montagnes. Sein Sohn Claude und seine Gattin Guillemette de Vergy gründeten 1506 die Kollegiatkirche Valangin. Mit dem Tod Claude 1517 erlosch die Seitenlinie Aarberg-Valangin im Mannesstamm. Nach weiteren Erbgängen gelangte die Herrschaft 1592 wieder in den Besitz der Grafen von Neuenburg. Mit dem Westfälischen Frieden 1648 wurde Neuenburg zum Fürstentum und durch Personalunion ab 1707 mit dem Königreich Preussen verbunden. Von 1806 bis 1814 erlebte Neuenburg ein napoleonisches Zwischenspiel, denn Louis-Alexandre Berthier, Marschall der Armee von Napoleon I., wurde ihr Herrscher. Von 1815 bis 1848 genoss die Region einen hybriden Status, denn sie war wieder ein preussisches Fürstentum, wurde aber zu einem Schweizer Kanton. Am 1. März 1848 ermöglichte eine lokale Revolution die Bildung einer republikanischen Regierung, auch wenn der König von Preussen erst 1857 offiziell abdankte.
Das Schloss wurde 1894 vom Staat an die Gesellschaft der Geschichte und der Archäologie des Kantons Neuenburg für die Einrichtung eines regionalen Museums zum Genuss übergeben.

## Baugeschichte
Die um 1100 von einer unbekannten Adelssippe gegründete Burg Valangin wurde in den diversen Fehden des 13. Und 14. Jahrhunderts stark beschädigt und im 15. Jahrhundert völlig umgebaut. Die Ringmauer ergänzte und verstärkte man mit runden Geschütztürmen und errichtete anstelle des alten Palas einen neuen Wohntrakt; auch die Torpartie mit den Zwingeranlagen wurde neu gestaltet.
Ein gewisser Amiot baute 1334 einen Turm von 6 mal 10 Fuss mit einer Höhe von 50 Fuss. 1378 errichtete der Maurer Perroud eine Mauer zwischen der Stadt und der Burg. Eine Fensteranlage mit vier Jochen, zwei Bögen, Pfosten und Sitzen im inneren Rahmen wurde 1422 von Perrin Vennier errichtet. Zwischen 1449 und 1450 beanspruchten die umliegenden Bewohner das Recht auf Schutz hinter den neugebauten Aussenmauern. Der Maurer Ponçot Dubois errichtete einen Giebel und Schornsteine, während Jean De Hedeleberg einen Weg mit einer Zugbrücke und einem runden Turm baute. Zwischen 1489 und 1493 erfolgten umfassende Veränderungen des Areals auf etwa den heutigen Zustand. Der Maurer Guyot Colat baute einen Turm bei den Häusern an der Dorfmauer und die anderen an der Burgmauer. 1497 bestand an der Nordwand eine hölzerne Bekrönung. Guillemette de Vergy, die Witwe des Claude von Aarberg, bestellte ein «maisonnement neuf», über dessen Türe die Jahrzahl 1531 geschrieben steht. Der Enkel und Erbe der früheren Herren, Marschall René de Challant, damals Generalleutnant von Savoyen, hatte 1552 hohe finanzielle Lasten für den Wiederaufbau der nördlichen Begrenzungsmauer zu tragen.
1601 liess Pierre Girardot einen neuen Turm bauen, damit konnten aber die sich bildenden Risse nicht verhindert werden. Dessen Einsturz in den Jahren 1701 und 1713 löste vermutlich das Schleifen der anderen Türme in den folgenden Jahren aus. Die vom Prinzen Friedrich II., König von Preussen, in Auftrag gegebenen Restaurierungsarbeiten am Pechdach verursachten 1747 den Schlossbrand. Auf Kosten der Bürger und Gemeinden wurde das Gebäude Instand gesetzt. 1769 und 1772 rissen zwei Unternehmer den gesamten Nordteil aus dem 16. Jahrhundert ab und ersetzten ihn durch eine mit einer Rampe zugänglich gemachten und mit Bäumen bepflanzten Terrasse. Der erhaltene Südflügel erhielt eine neue Fassade und auch das Innere wurde erneuert. Der Gefängnisturm musste 1789 trotz seiner starken Mauern fallen. Verschiedene Bereiche der Ringmauern wurden neu aufgebaut, um unberechtigten Zugang zu verhindern.
Nachdem in den Innenräumen 1896 bis 1898 das Museum eingerichtet wurde, liessen die kantonalen Behörden 1900 und 1905 bis 1916 auch die Ringmauern restaurieren. Das Museum präsentiert Exponate der kriegerischen Vergangenheit des Schlosses mit Sammlungen historischer Waffen und Kanonenkugeln sowie die imposanten Burgmauern und den Wehrgang. Ausgestellt sind darüber hinaus Möbel aus dem Besitz des lokalen Adels verschiedener Epochen. Themen sind die bewegte Geschichte des Val-de-Ruz und Alltagsgegenstände aus vergangenen Zeiten mit besonderem Fokus auf die Spitzenklöppelei. Gelegentlich führen Klöpplerinnen ihr traditionelles Kunsthandwerk vor.

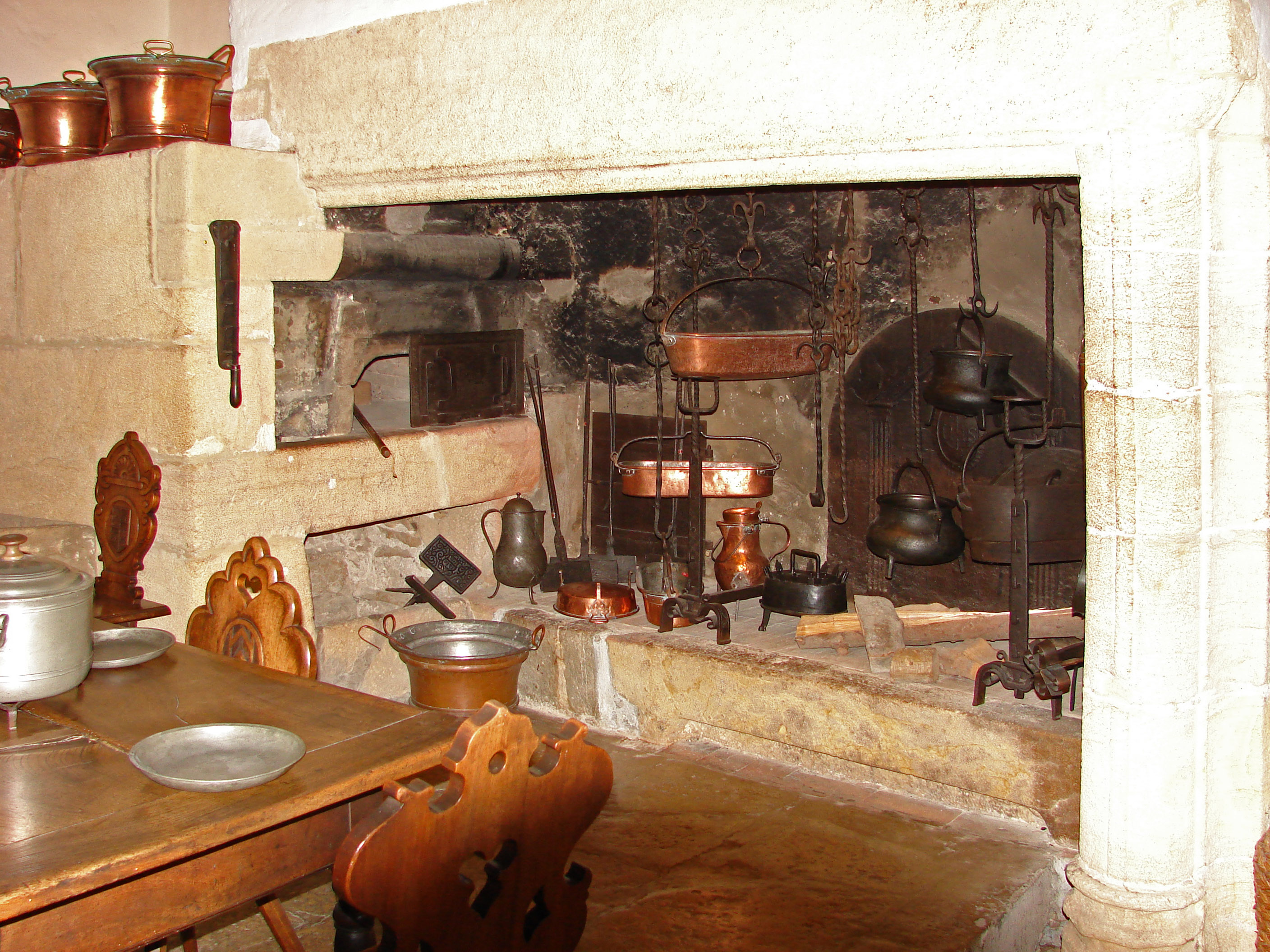
Küche
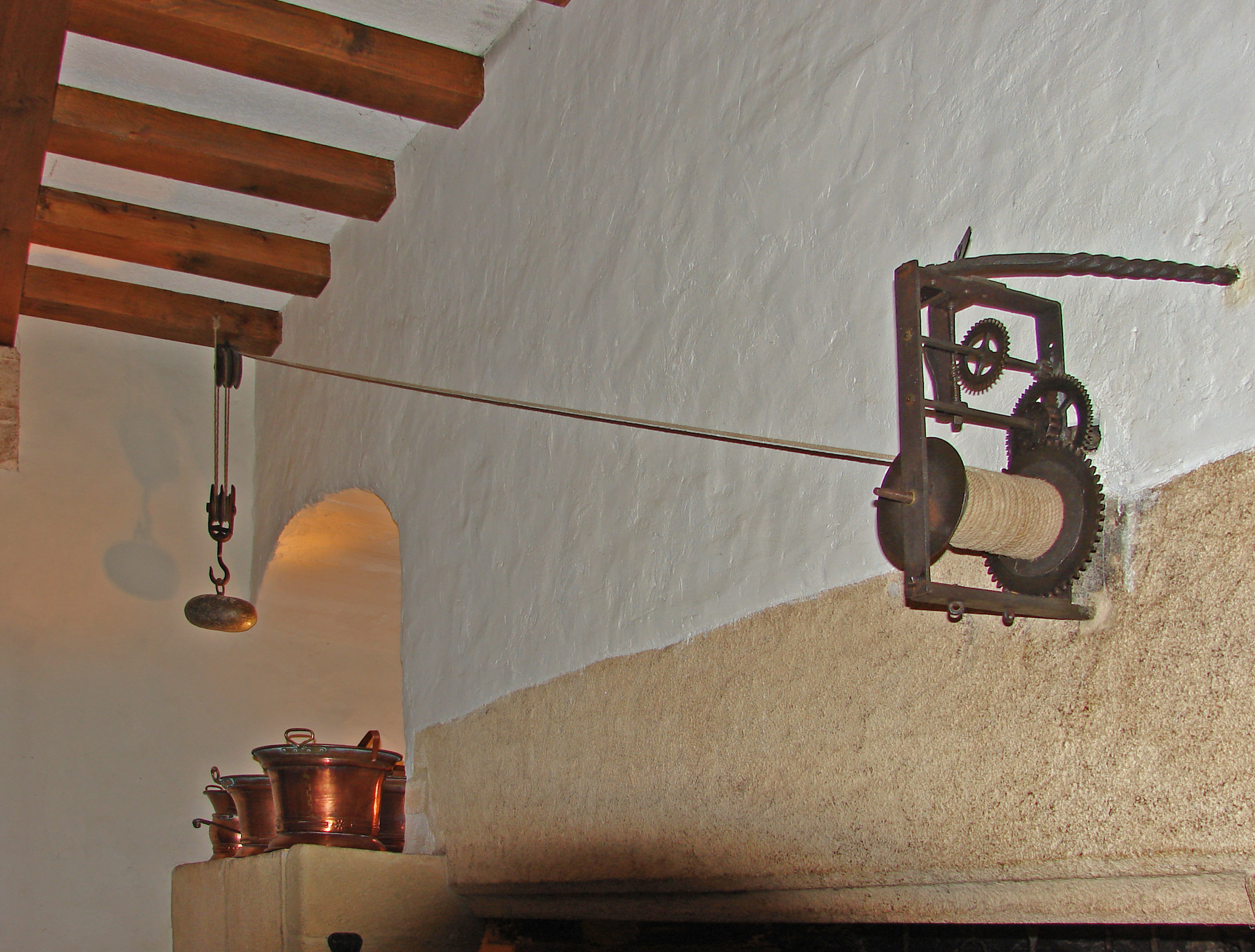
Aufzug
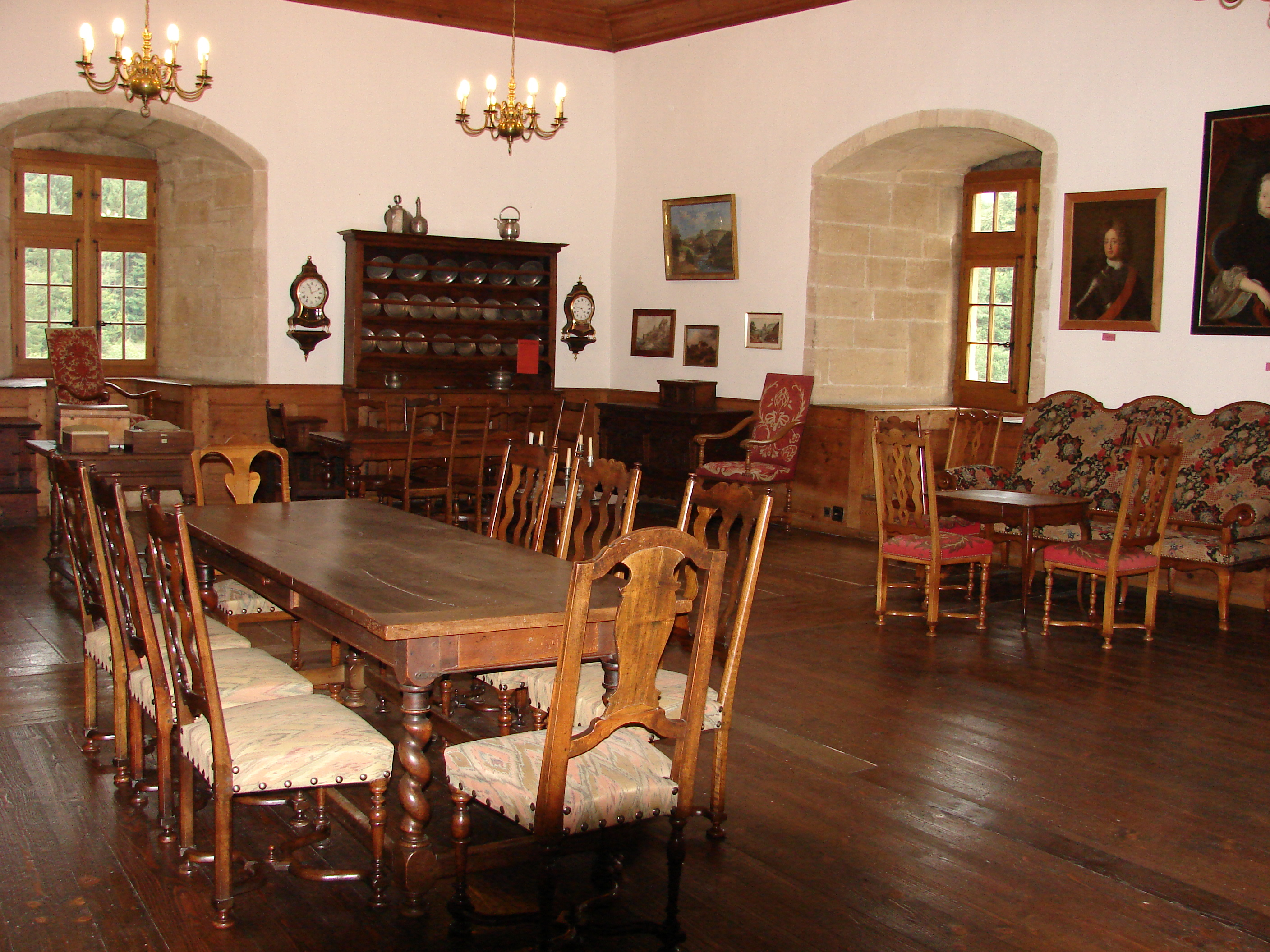
Salon
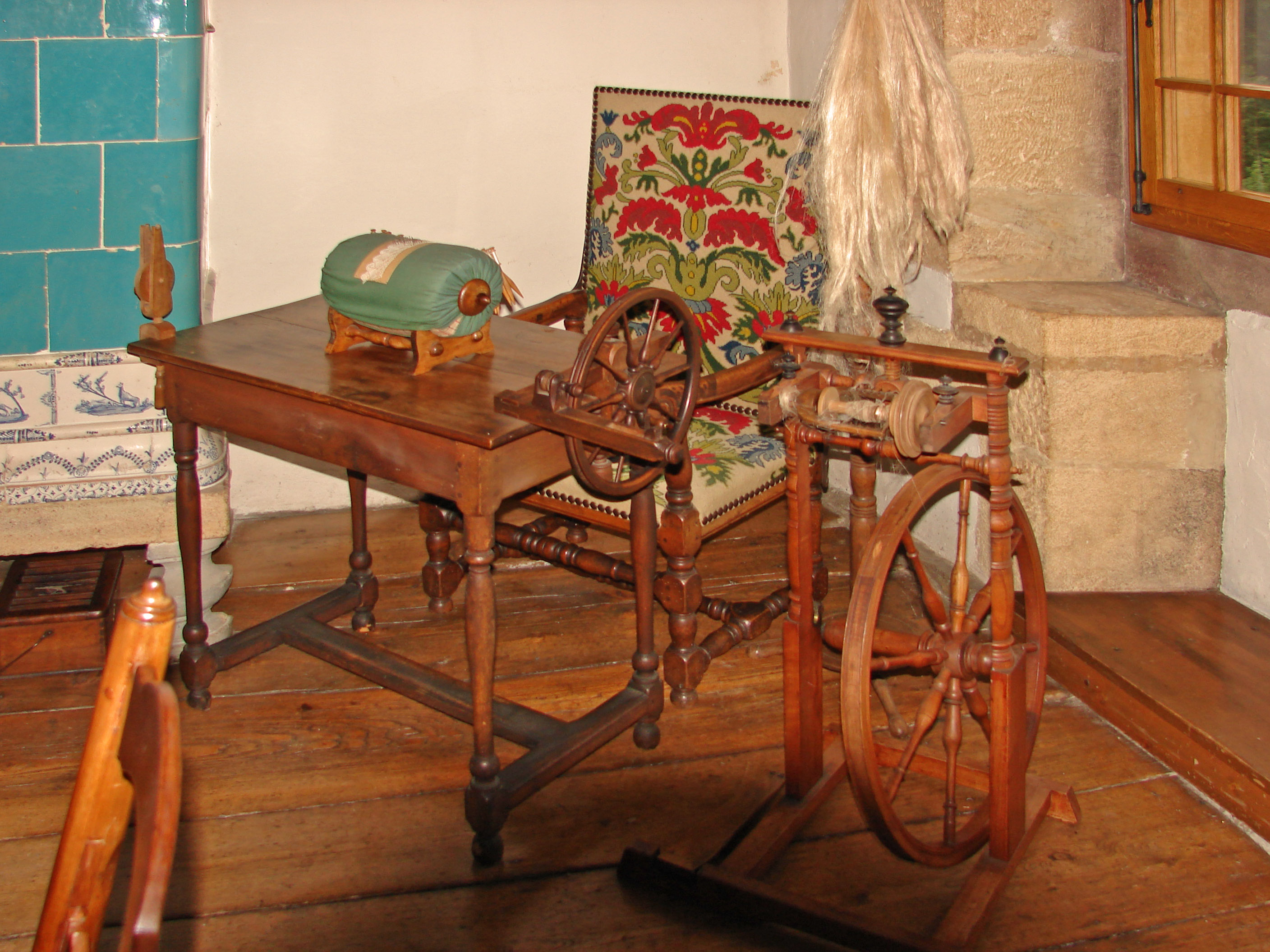
Spinnrad und Klöppeltisch